# 凌時中
凌時中（1260年—1334年），字德庸，號吉川，安吉州安吉縣人。
至元十八年（1281年）辛巳進士。伯顏命他招諭安吉、武康、德清三縣，授建昌路司獄，歷官寧國路、嘉興路知府，有政聲。官都水監丞。至元二十三年（1286年），受到元世祖召見。累官至秘書監，封吳興郡侯。卒葬安吉魯家溪風火山。有子凌懋翁。